# Intermodalni kontejner
Intermodalni kontejner je veliki standardizovani otpremni kontejner, dizajniran i izgrađen za intermodalni transport robe, što znači da se ovi kontejneri mogu koristiti u više različitih transportnih modova – od brodova do železnice do kamiona – bez istovara i utovara njihovog sadržaja. Intermodalni kontejneri se prevashodno koriste za efikasno i bezbedno pakovanje i transport materijala i proizvoda u globalnom kontejnerizovanom intermodnom teretnom transportnom sistemu. Manji deo kontejnera se isto tako koristi za regionalne transportne svrhe.
Mnoštvo tipova intermodalnih kontejnera je dostupno i postoje u više standardizovanih veličina, mada je devedeset procenata globalne kontejnerske flote sačinjeno od takozvanih kontejnera za „suvi teret” ili „opšte svrhe”, koji su trajne zatvorene čelične kutije, sa uglavnom bilo dvadeset ili četrdeset stopa (6,1 ili 12,2 m) standardnom dužinom. Najzastupljenije visine su 8 ft 6 in (2,6 m) i 9 ft 6 in (2,9 m) – kasniji su poznati kao Visoka kocka ili Hi-Cube kontejneri.
Poput kartonskih kutija i paleta, ovi kontejneri su sredstva za agregiranje tereta i dobara u veće, jedinične celine, koje su podesne za rukovane, pomeranje, i slaganje, i koje se mogu čvsto spakovati na brodovima ili skladištima. Intermodalni kontejneri imaju brojna zajednička konstrukciona svojstva koja im omogućavaju da podnesu stres pri intermodalnom transportu i omogućavaju rukovanje i slaganje. Oni se mogu identifikovati putem njihove individualne, jedinstvene ISO 6346 oznake za izveštavanje.
Godine 2012, postojalo je oko 20,5 miliona intermodalnih kontejnera na svetu raznih tipova za potrebe različitih tereta. Kontejneri su u velikoj meri zamenili tradicionalne rasute terete – godine 2010. je kontejnerskih transport obuhvatao oko 60% svetske pomorske razmene. Predominantni alternativni methodi transporta prenose rasuti teret – bilo da je gasovit, tečan ili čvrst – e.g. pomoću balkera ili tankеra, železničkih ili auto cisterni. Za vazdušni saobraćaj se koriste lakši IATA-definisani jedinični teretni uređaji.

## Istorija
Zahtev za nekim višenamjenskim robusnim spremnikom, pogodnim za korištenje u raznim vrstama transporta, osetio se nakon Drugog svetskog rata u Sjedinjenim Američkim Državama, a prvi put je korišten kod transporta do Portorika.

## Oblik i dimenzije
Najrašireniji tip kontejnera su oni po ISO standardu, To je metalni paralelepiped čije su mere utvrđene na međunarodnom nivou 1967. Svi su široki 8 stopa (244 cm) i jednako visoki 8 stopa i 6 inča (259 cm), a najčešće imaju dve standardne dužine od 20 i 40 stopa (610 i 1220 cm).
Svaki standardni kontejner je tipski označen i registrovan sa jedanaest brojčanih i slovnih znakova, u formi: 4 slova (od kojih su prva 3 odgovaraju inicijalima vlasnika firme) i 6 brojeva, nakon čega slede poslednji kontrolni brojevi (zvani „cifre za proveru”), koji se dobijaju računskim algoritmom od 10 predhodnih slova i brojeva, tako da svako slovo ima odgovarajuću brojčanu vrednost.
Pored ISO standarda ima i drugih. Dole je tablica sa najraširenijim tipovima kontejnera danas u svetu.
|                      |                      | 20′ kontejner | 20′ kontejner | 40′ kontejner | 40′ kontejner | 40′ kontejner | 40′ kontejner | 45′ kontejner | 45′ kontejner |
| imperijalni          | metriki              | imperijalni   | metrički      | imperijalni   | metrički      | imperijalni   | metrički      |               |               |
| spoljašnje dimenzije | dužina               | 19′ 10 1/2″   | 6.058 m       | 40′ 0″        | 12.192 m      | 40′ 0″        | 12.192 m      | 45′ 0″        | 13.716 m      |
| spoljašnje dimenzije | širina               | 8′ 0″         | 2.438 m       | 8′ 0″         | 2.438 m       | 8′ 0″         | 2.438 m       | 8′ 0″         | 2.438 m       |
| spoljašnje dimenzije | visina               | 8′ 6″         | 2.591 m       | 8′ 6″         | 2.591 m       | 9′ 6″         | 2.896 m       | 9′ 6″         | 2.896 m       |
| unutrašnje dimenzije | dužina               | 18′ 8 13/16″  | 5.710 m       | 39′ 5 45/64″  | 12.032 m      | 39′ 4″        | 12.000 m      | 44′ 4″        | 13.556 m      |
| unutrašnje dimenzije | širina               | 7′ 8 19/32″   | 2.352 m       | 7′ 8 19/32″   | 2.352 m       | 7′ 7″         | 2.311 m       | 7′ 8 19/32″   | 2.352 m       |
| unutrašnje dimenzije | visina               | 7′ 9 57/64″   | 2.385 m       | 7′ 9 57/64″   | 2.385 m       | 8′ 9″         | 2.650 m       | 8′ 9 15/16″   | 2.698 m       |
| širina vrata         | širina               | 7′ 8 ⅛″       | 2.343 m       | 7′ 8 ⅛″       | 2.343 m       | 7′ 6"         | 2.280 m       | 7′ 8 ⅛″       | 2.343 m       |
| širina vrata         | visina               | 7′ 5 ¾″       | 2.280 m       | 7′ 5 ¾″       | 2.280 m       | 8′ 5″         | 2.560 m       | 8′ 5 49/64″   | 2.585 m       |
| unutrašnja zapremina | unutrašnja zapremina | 1,169 ft³     | 33.1 m³       | 2,385 ft³     | 67.5 m³       | 2,660 ft³     | 75.3 m³       | 3,040 ft³     | 86.1 m³       |
| maksimalna težina    | maksimalna težina    | 66,139 lb     | 30,400 kg     | 66,139 lb     | 30,400 kg     | 68,008 lb     | 30,848 kg     | 66,139 lb     | 30,400 kg     |
| težina praznog       | težina praznog       | 4,850 lb      | 2,200 kg      | 8,380 lb      | 3,800 kg      | 8,598 lb      | 3,900 kg      | 10,580 lb     | 4,800 kg      |
| težina punog         | težina punog         | 61,289 lb     | 28,200 kg     | 57,759 lb     | 26,600 kg     | 58,598 lb     | 26,580 kg     | 55,559 lb     | 25,600 kg     |

## Konterizacija
Kontejnerizacija (engleski: containerization) je izraz za savremeni način transporta tereta, tako da se sva pošiljka stavi u veliki metalni spremnik - kontejner. Kontejnerizacija je važna tehnika transporta razvijena u 20. veku. Zapravo i ranije, još od početka 20. veka postojali su veliki spremnici, standardiziranih veličina, namenjeni željezničkom i cestovnom transportu, ali tog oblika transporta nije bilo sve do 1960-ih. Od tad su kontejneri postali glavni element u prekookeanskom brodskom transportu. Čitav taj proces omogućili su brodovi nove generacije specijalno dizajnirani za prevoz kontejnera. Veliki i brzi, kontejnerski brodovi prevoze svu silu kontejnerskih jedinica naslaganih od utrobe do palube, ali ono što je najvažnije - vrlo ih brzo ukrcavaju i iskrcavaju, tako da skraćuju vreme provedeno po lukama na minimum, pa su stoga puno efikasniji, i imaju više radnih dana plovidbe. Lučka postrojenja za brzo manipuliranje kontejnerima, su prilično komplesna i skupa, pa je ulaganje u njih opravdano jedino ukoliko postoji veliki teretni promet u oba pravca. Kontejneri se pune (i prazne) po fabričkim skladištima, nakon tog se transportiraju do luka kamionima ili željezničkim vagonima, gde se zatim ukrcavaju na brodove. Sve to bi zahtevalo puno više vremena, truda i novaca u slučaju, komadno rasutih tereta.

## Napomene
1. ↑  Povećanje sa procenjenih 18,6 miliona 2011. godine[6]

## Literatura
- George, Rose (2013). Ninety Percent of Everything: Inside Shipping, the Invisible Industry That Puts Clothes on Your Back, Gas in Your Car, and Food on Your Plate. ISBN 978-0805092639.
- International Organization for Standardization (ISO), Freight containers (4th изд.). International Organization for Standardization. 2006. ISBN 978-92-67-10426-3.. Volume 34 of ISO standards handbook, International Organization for Standardization.
- Levinson, Marc (20 May 2010). The Box: How the Shipping Container Made the World Smaller and the World Economy Bigger. Princeton University Press. ISBN 978-0-691-12324-0. Непознати параметар |DUPLICATE_isbn= игнорисан (помоћ); Проверите вредност парамет(а)ра за датум: |year= / |date= mismatch (помоћ)
- Donovan, Arthur & Bonney, Joseph "The Box That Changed The World", East Windsor, New Jersey, Commonwealth Business Media. Donovan, Arthur; Bonney, Joseph (2006). The Box that Changed the World: Fifty Years of Container Shipping - an Illustrated History. Commonwealth Business Media. ISBN 978-1-891131-95-0.
- van Ham, Hans; van Ham, J.C.; Rijsenbrij, Joan (2012). Development of Containerization. Amsterdam: IOS Press. ISBN 978-1-6149-9146-5. Приступљено 2020-05-01.. page 8, page 14, page 18, page 20, page 26.
- Monograph 7: Containerization (PDF) (Извештај). Logistic Support in the Vietnam Era. US DoD Joint Logistics Review Board. 15. 12. 1970. Архивирано из оригинала (PDF) 21. 7. 2015. г. Приступљено 22. 7. 2015.

## Spoljašnje veze
- Containerization na portalu Encyclopædia Britannica
- International Convention for Safe Containers (Geneva, 2 December 1972)
- Track and trace by Shipping Containers
- Track and trace Container Cargos
- Freight container types and sizes summary
- Container Handbook – by GDV, the collective of German insurance companies
- Bureau International des Containers et du Transport Intermodal
- ISO Containers – ISO Freight Containers